# Yerba Buena (groupe)
Pour les articles homonymes, voir Yerba Buena.
Yerba Buena est un groupe américano-vénézuélien de fusion. Originaire de New York, la paternité est contestée entre l'auteur-compositeur-producteur vénézuélien Andres Lavin et le musicien cubain Decemer Bueno, qui a quitté le groupe peu de temps après.

## Histoire
Le groupe participe à de nombreux festivals tels que celui de Central Park, l'Hollywood Bowl, le Newport Jazz Festival, les Nuits d'Afrique de Montréal et Tempo latino en France (où ils étaient accompagnés d'Alfredo de La Fé, célèbre violoniste de salsa). Après des dates de concerts avec Dave Matthews Band, Yerba Buena signe au label Razor & Tie.
Leur premier album studio, President Alien, est publié le 15 avril 2003. Il est enregistré aux Fun Machine Studios et au Magic Shop de New York ainsi qu'au Llia Do Sapos, Bahia, au Brésil. Sur cet album figurent de nombreux invités comme la chanteuse et bassiste Me'shell Ndegeocello, l'auteur/compositeur et percussionniste brésilien Carlinhos Brown, le guitariste Marc Ribot, le pianiste Money Mark, le trompettiste Roy Hargrove, le rappeur Stic.man (du groupe dead prez), les batteurs Horacio « El Negro » Hernández, et Terreon « Tank » Gully, et le bassiste Sebastian Steinberg (du groupe Soul Coughing entre autres). En 2004, l'album est nommé pour un Grammy Award du « meilleur album de rock alternatif/latino ».

## Style musical
Leur style musical est une fusion de genres qui plongent leurs racines dans la musique africaine : afrobeat (Nigeria), musiques latines (rumba (Cuba), cumbia (Colombie), soca (Trinité-et-Tobago) et musiques afro-américaines (boogaloo, hip-hop, soul (époque Motown)) ...

## Membres actuels
- Andres Levin – guitare
- Xiomara Laugart - chant
- Pedrito Martinez – percussions, chant
- Cucu Diamantes - chant
- El Chino – rap, chant
- Ron Blake – saxophone, flûte, chant
- Rashawn Ross – trompette, chant
- Sebastian Steinberg - basse